# Hercílio Vieira do Amaral
Hercílio Vieira do Amaral (Bom Jardim da Serra, 11 de maio de 1888 — São Joaquim, 6 de novembro de 1979) foi um político brasileiro.

## Vida
Filho de Prudente Luís Vieira e de Maria dos Prazeres do Amaral Vieira.

## Carreira
Foi deputado estadual à Assembleia Legislativa de Santa Catarina na 12ª legislatura (1925 — 1927) e na 13ª legislatura (1928 — 1930).
Foi prefeito municipal de São Joaquim.